# Schłodzony jubileusz
Schłodzony jubileusz (ang. SpongeBob's Stuck in the Freezer/SpongeBob's Truth or Square, 2009) – amerykański film animowany wyprodukowany na podstawie serialu SpongeBob Kanciastoporty. Jego światowa premiera miała miejsce w USA 6 listopada 2009 roku, zaś w Polsce premiera odbyła się 8 dni po premierze w Stanach Zjednoczonych, czyli 14 listopada 2009 roku na kanale Nickelodeon Polska.

## Opis fabuły
Restauracja Pod Tłustym Krabem kończy jedenaścio-siedem lat i z tej okazji właściciel restauracji, Pan Krab zamierza sprzedać setki porcji Kraboburgerów, więc podwyższa ceny o jedno zero. SpongeBob ma zrobić dekoracje, mimo że on, Skalmar i Pan Krab przypominają sobie jedne z wcześniejszych dekoracji z westernem, disco z lat 70. i kosmosem, które nie były zbyt błyskotliwe, ale tym razem robi to naprawdę ładnie. Pan Krab wynajął też Patryka jako ochroniarza. Ale kiedy SpongeBob pokazał im swoją kraboburgerową rzeźbę z lodu, którą potem Pan Krab kazał wynieść na pokaz dla klientów, SpongeBob, Patryk, Skalmar i Pan Krab zamiast świętować, zostają przypadkiem zamknięci w chłodni. Bohaterowie próbują wydostać się przez sieć szybów wentylacyjnych, co im się udaje raczej średnio. Podczas tego, wspominają też najszczęśliwsze momenty ze swojego życia, na przykład Skalmar przypomina sobie, kiedy żył bez SpongeBoba, pan Krab przypomina sobie czasy, kiedy były stare reklamy Tłustego Kraba, a Kraboburger kosztował tylko 10 centów (Pan Krab wciąż ma po tym koszmary), zaś SpongeBob przypomina sobie, kiedy kupił swój ananasowy domek (który szczęśliwym trafem spadł ze statku i trafił na dno oceanu) oraz kiedy ożenił się z Sandy (co okazało się być tylko przedstawieniem). Tymczasem Plankton obchodzi 50. rocznicę upadku biznesu i pod nieobecność pracowników i Pana Kraba próbuje wykraść tajny przepis na Kraboburgery. Plankton próbował nawet wyłudzić przepis od SpongeBoba poprzez wspomnienie, kiedy Pan Krab wyjawił SpongeBobowi tę tajemnicę, ale Pan Krab zdołał go powstrzymać. Mimo przygotowań, jego plan kończy się fiaskiem, a SpongeBob wydostaje swoich przyjaciół z szybu robiąc z nich taran, co było dosyć skuteczne, ale i tak klienci zdążyli się rozejść, bo czekali zbyt długo na otwarcie, ale SpongeBob potem zwołuje wszystkich ludzi swoją piosenką o Tłustym Krabie. Potem wszyscy są szczęśliwi, a tajny przepis bezpieczny i rocznica dalej obchodzona szczęśliwie bez żadnych przeszkód.

## Obsada
- Tom Kenny – SpongeBob, Pirat Patchy
- Bill Fagerbakke – Patryk
- Rodger Bumpass – Skalmar
- Clancy Brown – Pan Krab
- Carolyn Lawrence – Sandy
- Mr. Lawrence – Plankton
- Mr. Repair – Goście Tłustego Kraba, Nanobot